# 五雄白珠
五雄白珠（学名：Gaultheria semi-infera）为杜鹃花科白珠树属的植物。分布在锡金、不丹、缅甸以及中国大陆的四川、云南、西藏等地，生长于海拔2,000米至3,700米的地区，常生于疏林中及草坡，目前尚未由人工引种栽培。